# ماکسیم (مجله)

طرح جلد مجله ماکسیم در آوریل ۲۰۰۴

ماکسیم، مجله بین‌المللی مخصوص مردان است که در بریتانیا واقع شده است. این مجله از عکس‌های نیمه برهنه بازیگران محبوب، خوانندگان و مدل‌های زن استفاده می‌کند. ماکسیم در آمریکا با ۲٫۵ میلیون خواننده، جزو پیشروان این صنعت محسوب می‌شود.